# ボッコちゃん
「ボッコちゃん」は、星新一が1958年に発表したショートショート。星の代表作の一つであり、同作を含む短編集の題名にもなった。発表時の作品タイトルは「人造美人」であり、星の第一作品集の表題ともなっている。また、本作を表題とする文庫『ボッコちゃん』は星にとって最初の文庫作品集となった。大森望は本作を「日本SF史上もっとも有名な短編であろう」と評している。

## 概要
近未来を舞台に、バーで働く女性型アンドロイド"ボッコちゃん"に対する男性客の絶望的な恋を描いた作品。初出は同人誌『宇宙塵』の1958年（昭和33年）2月号だが、名作の呼び声が高く、商業誌『宝石』の1958年（昭和33年）5月号に転載され、1957年の「セキストラ」に続く星の出世作となった。1963年には、米国のSF誌“The Magazine of Fantasy & Science Fiction”の6月号に英訳掲載された。1977年にはユーゴスラビアやインドにも翻訳紹介されている。2008年にはNHK総合で放送された『星新一ショートショート』にてCGアニメ化、2022年にはNHK BSプレミアム『星新一の不思議な不思議な短編ドラマ』にてドラマ化されている。手塚治虫の漫画『W3』の登場人物の名前もこの作品にちなんでいる。
2022年11月時点で、短編集『ボッコちゃん』の新潮文庫版の発行部数は129刷・265万部に達する。
作中にもあるように接客ロボットとしての"ボッコちゃん"は客の言葉をおうむ返しするだけであるが、人工無脳のELIZAの誕生が1964年であり、大森望は星の先見性を称えている。

## ダッコちゃんとの関係
この作品を含む短編集は本来『ボッコちゃん』の題で出版される予定だったが、1960年にダッコちゃんブームが到来したため、流行に便乗した安っぽい本と思われることを危惧した作者自身の配慮によって、『人造美人』の題名で刊行された。その後ダッコちゃんブームが終焉したため、この短編集は新潮文庫に入った際に本来の題へ戻された。
この間の経緯について、星が吉行淳之介との対談で語ったところによると、ダッコちゃんというネーミングはそもそもボッコちゃんから盗んだものに違いないという。星はその根拠として、この人形がダッコちゃんという名前にもかかわらず「抱っこ」の形になっておらず、人形のほうから腕にしがみつく形になっていることを挙げている。ただしこの人形は、本来「木のぼりウィンキー」の名で売り出されており（1960年4月）、ダッコちゃんという名はブーム到来後に生まれた愛称であることが明らかになっている。この愛称の命名者に便乗の意図があったか否かは不明である。

## 書誌情報
- 星新一『人造美人 ショート・ミステリイ』新潮社、1961年2月。
- 『現代名作集 第4』筑摩書房〈現代文学大系 第66〉、1968年。
- 『星新一作品100』早川書房〈世界SF全集 第28巻〉、1969年7月20日。
- 星新一『ボッコちゃん』新潮社〈新潮文庫 ほ-4-1〉、1971年5月27日。ISBN 978-4-10-109801-2。
- 星新一『ボッコちゃん・ようこそ地球さん』新潮社〈星新一の作品集 1〉、1974年。
- 星新一『ボッコちゃん・おーいでてこーい』新潮社〈新潮ピコ文庫〉、1996年3月。ISBN 4-10-940004-X。
- 星新一『星新一ショートショート1001』新潮社、1998年12月23日。ISBN 978-4-10-319426-2。
- 瀬名秀明 編『ロボット・オペラ　an anthology of robot fiction and robot culture』光文社、2004年6月。ISBN 4-334-92437-9。
- 星新一 著、新井素子 編『ほしのはじまり 決定版星新一ショートショート』角川書店、2007年11月。ISBN 978-4-04-873830-9。
- 谷崎潤一郎、有島武郎・小川未明・中原中也・梶井基次郎・川端康成・三島由紀夫・星新一・中島敦・井伏鱒二・伊丹十三・吉行淳之介・深沢七郎・萩原朔太郎・小川洋子文『ものがたりのお菓子箱』飛鳥新社、2008年11月。ISBN 978-4-87031-882-3。